# Skogsbranden i Västmanland 2014
Skogsbranden i Västmanland 2014 var en skogsbrand som bröt ut 31 juli 2014 på ett kalhygge i nordöstra delen av Surahammars kommun, nära gränsen till Sala kommun. Det var den största skogsbranden i Sverige sedan åtminstone 1950-talet med 13 800 hektar drabbad skog och ungefär 25 nedbrunna eller brandskadade byggnader. Branden krävde ett dödsoffer. Räddningsinsatsen avslutades officiellt den 11 september 2014.

## Förlopp och bakgrund

### Tidslinje för det akuta skedet
- Torsdagen den 31 juli – En gnista från en skogsmaskin vid markberedning av ett kalhygge orsakade branden i Surahammars kommun. SOS Alarm larmades klockan 13:29 av maskinföraren, som var ensam på platsen. Kalhygget är beläget ungefär mitt emellan Seglingsberg och Öjesjön, omedelbart norr om Fermansbo urskog.
- Brandbekämpningstjänst från Virsbo, Surahammar och Västerås började släckningsarbetet. Räddningstjänsten i Sala-Heby övertog ledningen för insatsen framåt kvällen, med sammanlagt ett 30-tal brandmän och en civil helikopter. Branden spred sig till kvällen med sydvästlig vind fram till eller nära Öjesjön.
- Fredagen den 1 augusti – En av Försvarsmaktens tunga helikoptrar, en helikopter 10 Super Puma sattes in. På kvällen var brandområdet 1 500×500 meter. Brandspridningen tvingar Räddningsledningen att flytta ledningscentralen från Öjesjövägen strax söder om Öjesjön söderut till landsvägen.
- Lördagen den 2 augusti – Ett 70-tal brandmän och ytterligare fyra helikoptrar sattes in på ett brandområde på 25 kvadratkilometer.
- Söndagen den 3 augusti – Branden spred sig till 100 kvadratkilometer. Ett hundratal personer, inklusive hemvärnspersonal bekämpade branden. Räddningsledningen begärde förstärkning med utländska vattenbombflygplan.
- Måndagen den 4 augusti – Ett tusental personer evakuerades från sina hem. Förberedelser vidtogs för att också evakuera Norberg. Branden spred sig snabbt och okontrollerat i hård vind.
- Tisdagen den 5 augusti – Länsstyrelsen i Västmanlands län övertog ledningen av räddningsinsatsen. Omkring 200 personer deltog i det direkta räddningsarbetet. Branden skördade ett dödsoffer och en annan person brännskadas svårt. På kvällen landade de första av fyra släckningsflygplan.
- Onsdagen den 6 augusti – På kvällen släpptes de första vattenmängderna från flygplan.
- Torsdagen den 7 augusti – Stor vattenbombningsinsats skedde.
- Fredagen den 8 augusti – Bränderna ovan mark var i stort sett släckta.
- Lördagen den 9 augusti – Situationen bedömdes åter kritisk på grund av väderförhållandena.
- Lördagen den 9 augusti – En konvoj, bestående av fyra brandbilar, fyra hjullastare, grävlastare, grävmaskin och fyra lastbilar rullade från Norrbottens flygflottilj i Luleå mot Västmanland. Konvojen motsvarande två mindre kommunala brandkårer plus en mindre entreprenadfirma.
- Söndagen den 10 augusti – Vattenbombarna återvände till Frankrike respektive Italien efter fullbordat arbete.
- Måndagen den 11 augusti – Skogsbranden bedömdes vara under kontroll. Markinsatsen utökades till omkring 250 personer.

### Spridning

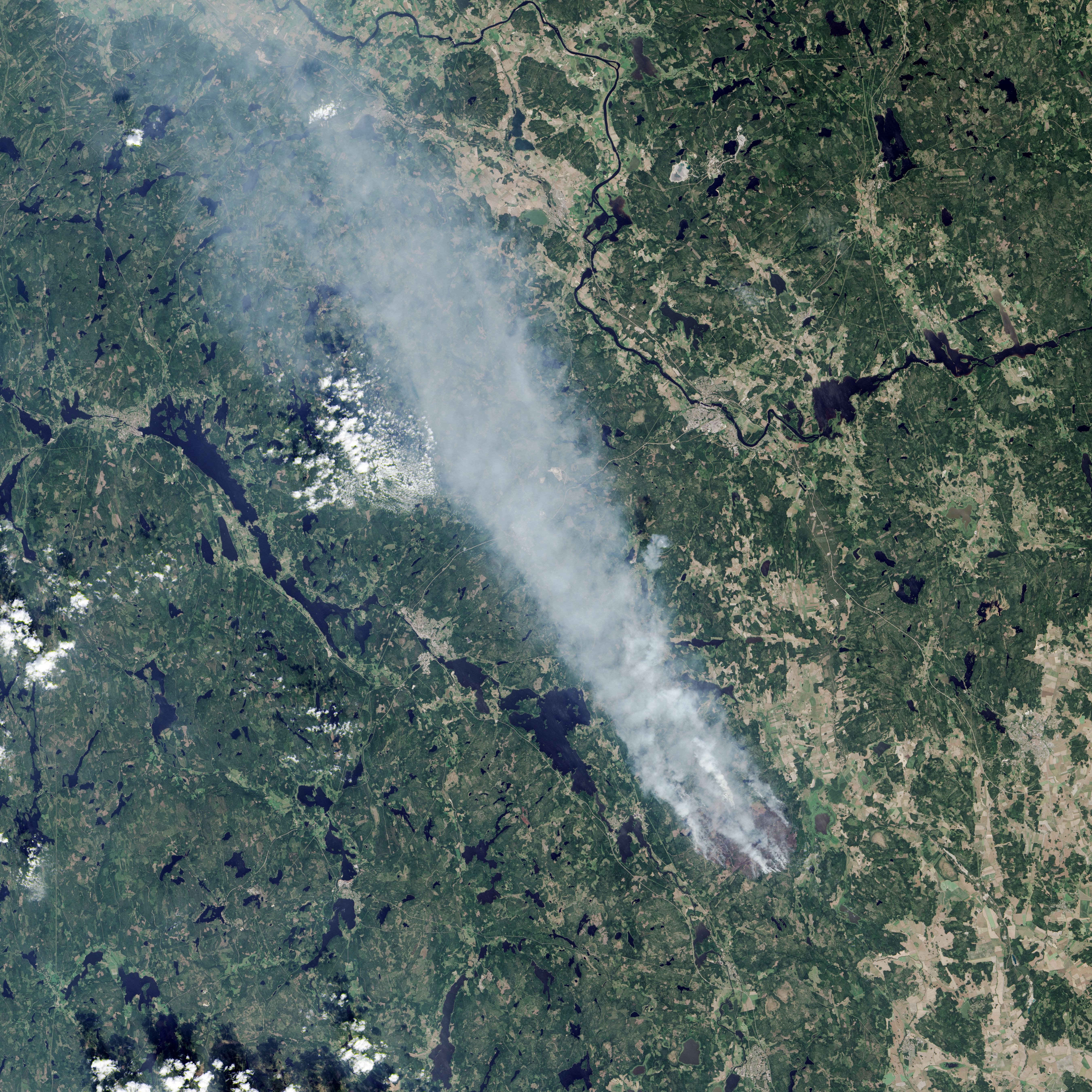
NASA-bild den 4 augusti 2014.

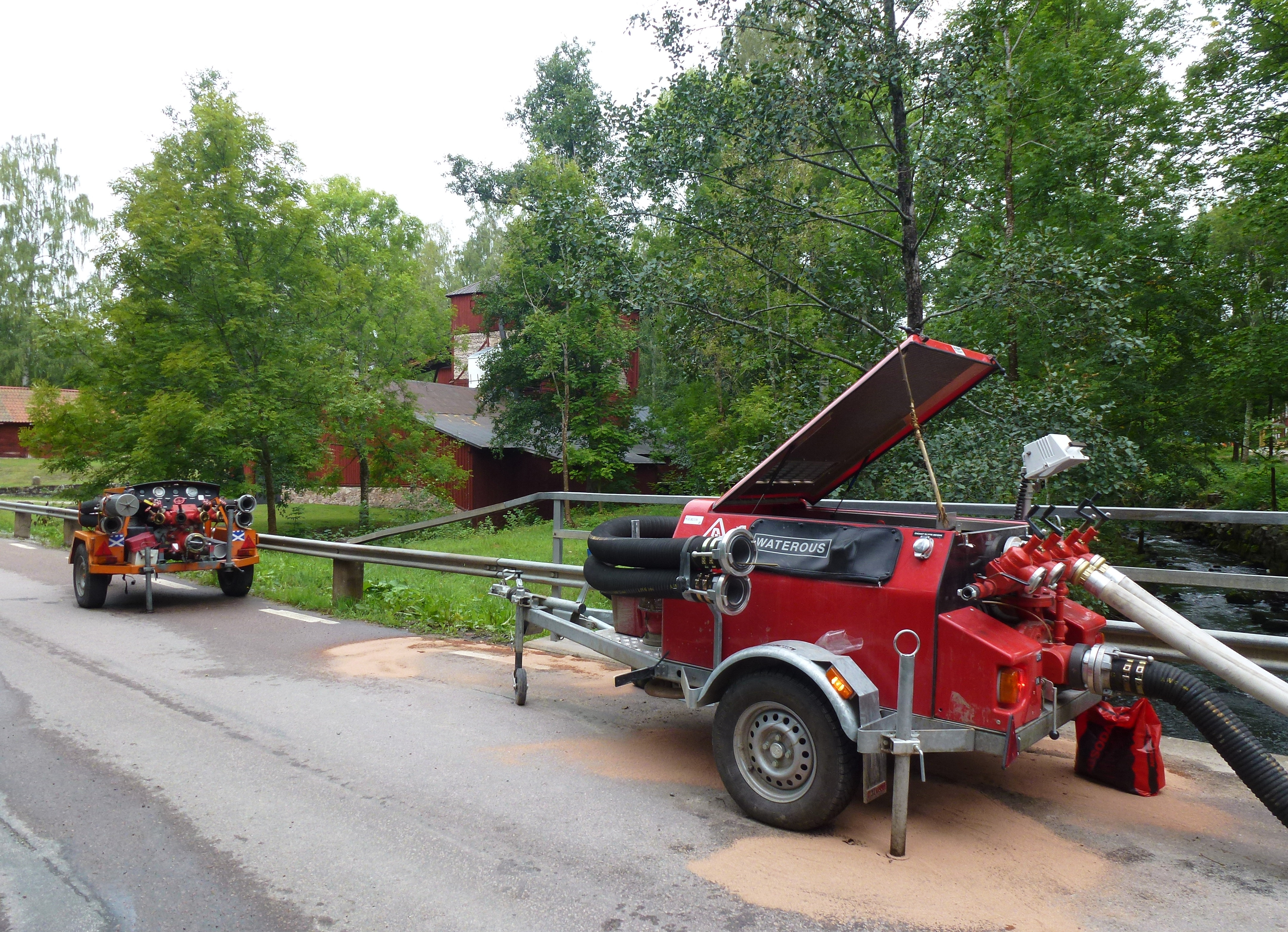
Pumpar vid Engelsbergs bruk, 24 augusti 2014

Branden uppstod i samband med markberedning för Stora Enso efter en längre tids värmebölja och torka i skogsområdet mellan Seglingsberg och Öjesjön i Surahammars kommun. Vid larmsamtalet till SOS Alarm, som inkom vid lunchtid den 31 juli 2014, bedömdes ett område på 30 gånger 30 meter brinna. På kvällen brann 60 hektar. Vinden var till en början västlig och röklukt kändes i Sala. Brandområdet spred sig ej så mycket dagen därpå, men på tredje branddagen den 2 augusti förvärrades läget. Den 2 augusti brann 2 000 hektar, den 4 augusti 2014 hade branden spridit sig till en yta på 10 000 hektar (100 km²) och till skogsområdet österut, i riktning mot Fläcksjön.
Den 4 och 5 augusti 2014 var mycket varma dagar med temperaturer runt 30 °C och branden spred sig snabbt vidare. På morgonen den 5 augusti, den sjätte branddagen, sträckte sig brandområdet över en yta som omfattade den skogiga åsen öster om Kolbäcksåns dalgång, avgränsat sydost av länsväg U 685 mellan Ramnäs och Fläcksjön och i nordväst av sjön Snyten. I den starka vinden tog sig branden punktvis över till norra sida av Snyten vid Snytsbo, vid Broarna och över länsvägen mellan Norberg och Sala nära Karbennings kyrka. Redan på måndagskvällen den 4 augusti hade dock elden hoppat över sjön Snyten och antänt  Korpberget, alldeles i närheten av Snytens station.
| ”                                                                                                  | Så som förloppet var under måndageftermiddagen [den 4 augusti] så finns ingenting man kan göra utan det är bara att dra tillbaka folk som är hotade och det är en ganska skrämmande lärdom egentligen, för det är vad potentialen [för en skogsbrand] är, när det är som värst! | „ |
| – Skogsekologen Anders Granström vid Sveriges Lantbruksuniversitet i en intervju i Sveriges Radio. | |   |

Det allvarliga läget minskade mot kvällen den 5 augusti när vinden avtog. så till vida att spridningens hastighet avtog, varför en evakuering av tätorten Norberg inte behövde genomföras. På morgonen den 6 augusti var branden ännu inte under kontroll. Efter att brandområdet snabbt ökat i utbredning fram till och med den 5 augusti, var gränslinjerna mera stabiliserande under eftermiddagen den 6 augusti. Den åttonde branddagen, 7 augusti, var branden till stora delar släckt på marken, men den fortsatte att glöda under marken, varför det fortfarande var farligt att vistas i området. Sedan dess har de röjda och de naturliga begränsningslinjerna hållit sig, men mindre eldhärdar inom brandområdet fortsatte att blossa upp.
Runt brandområdet förekom en omfattande rökutveckling. Den 3 augusti 2014 syntes rök från branden i östra Värmland, och den 4 augusti förde vinden en kraftig rök och röklukt långt upp i Dalarna. Under brandens sjätte dag hade vinden vänt söderut, varmed området mellan brandhärden och Västerås drabbades av rök. Samma dag riktades en uppmaning till allmänheten i Västmanland och Dalarna att hålla sig inomhus, stänga tilluftsöppningar och tejpa igen fönsterdrag. Vinden vände den 6 augusti, varefter brandröken spred sig över Uppland och mot Stockholms län. Röken har spridit sig över stora områden. I de omkringliggande länen låg röken bitvis tämligen tjock. Meteorologiska beräkningar visar att rökpartiklar spridit sig över Norge, Finland och Kolahalvön, och vidare över norra Atlanten och Norra Ishavet.
Under eftermiddagen den 4 augusti, när elden i den bitvis starka vinden i hög hastighet spred sig norrut, hotades inte bara tätorten Ängelsberg, utan också det närbelägna världsarvet Engelsbergs bruk.

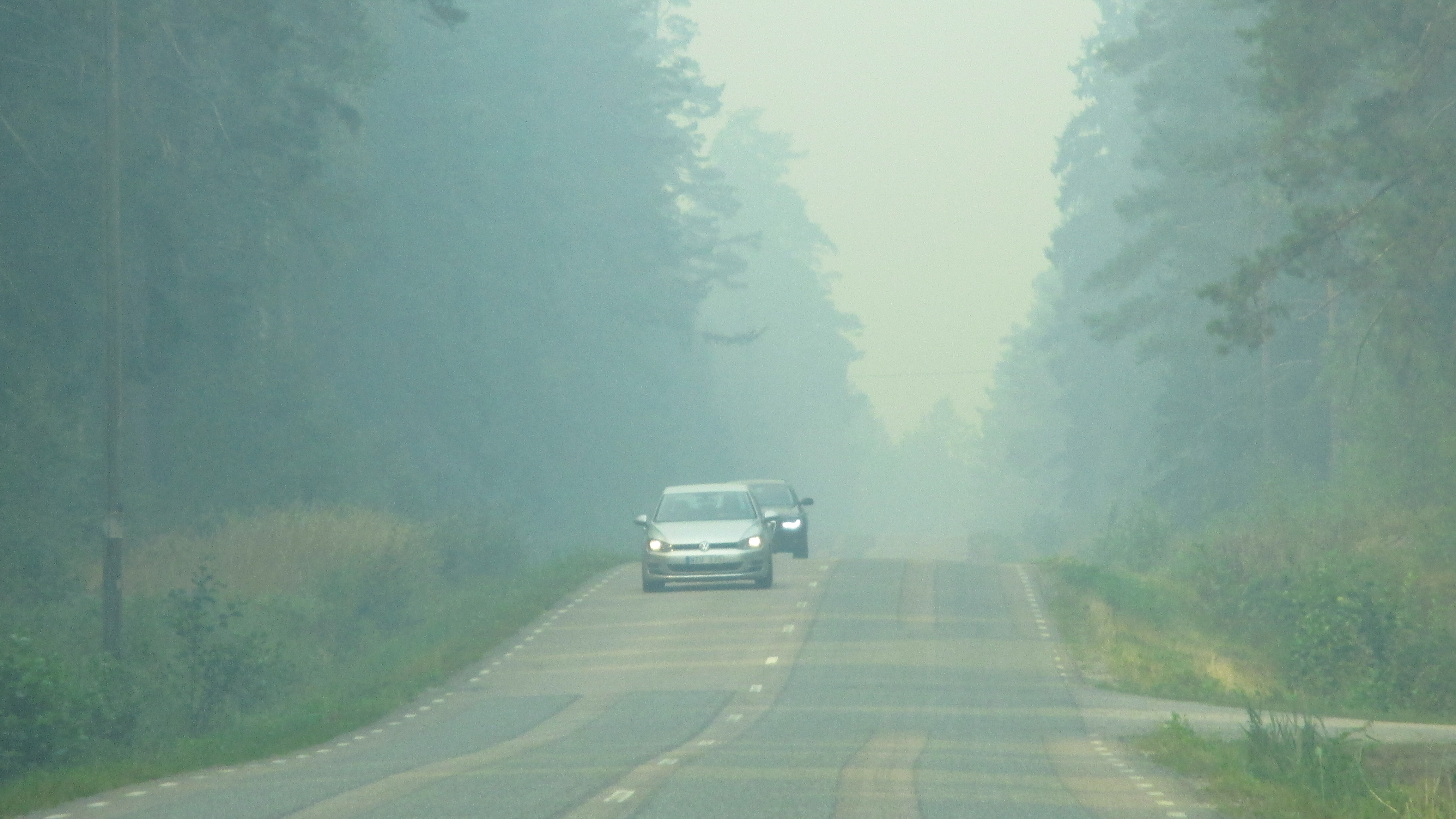
Brandrök över vägen genom Västervåla, 3 augusti.

### Försvårande omständigheter
Den vidsträckta spridningen berodde på att marken var extremt torr efter värmebölja och torka, samt på hårda vindar som på femte dagen först drog mot nordost, och sedan under natten mot nordväst. Den hårda vinden fick elden att sprida flygeld över långa sträckor. Brandbekämpningen försvårades av att marken är svårtillgänglig, och rökutvecklingen störde sikten. Ett väderomslag den 6 augusti 2014 med molnighet och regnskurar skymde sikten ytterligare för de nyanlända släckningsflygplanen, så att dessa kunde lyfta först sent på eftermiddagen,
Brandtypen var djup med spridning ner i jorden, och eftersläckningsarbetet beräknades ta flera månader. Förutom den krypande branden vid jorden, blossade tiotals meter höga eldpelare upp.

## Brandbekämpning och skadade

### Räddningsarbetet

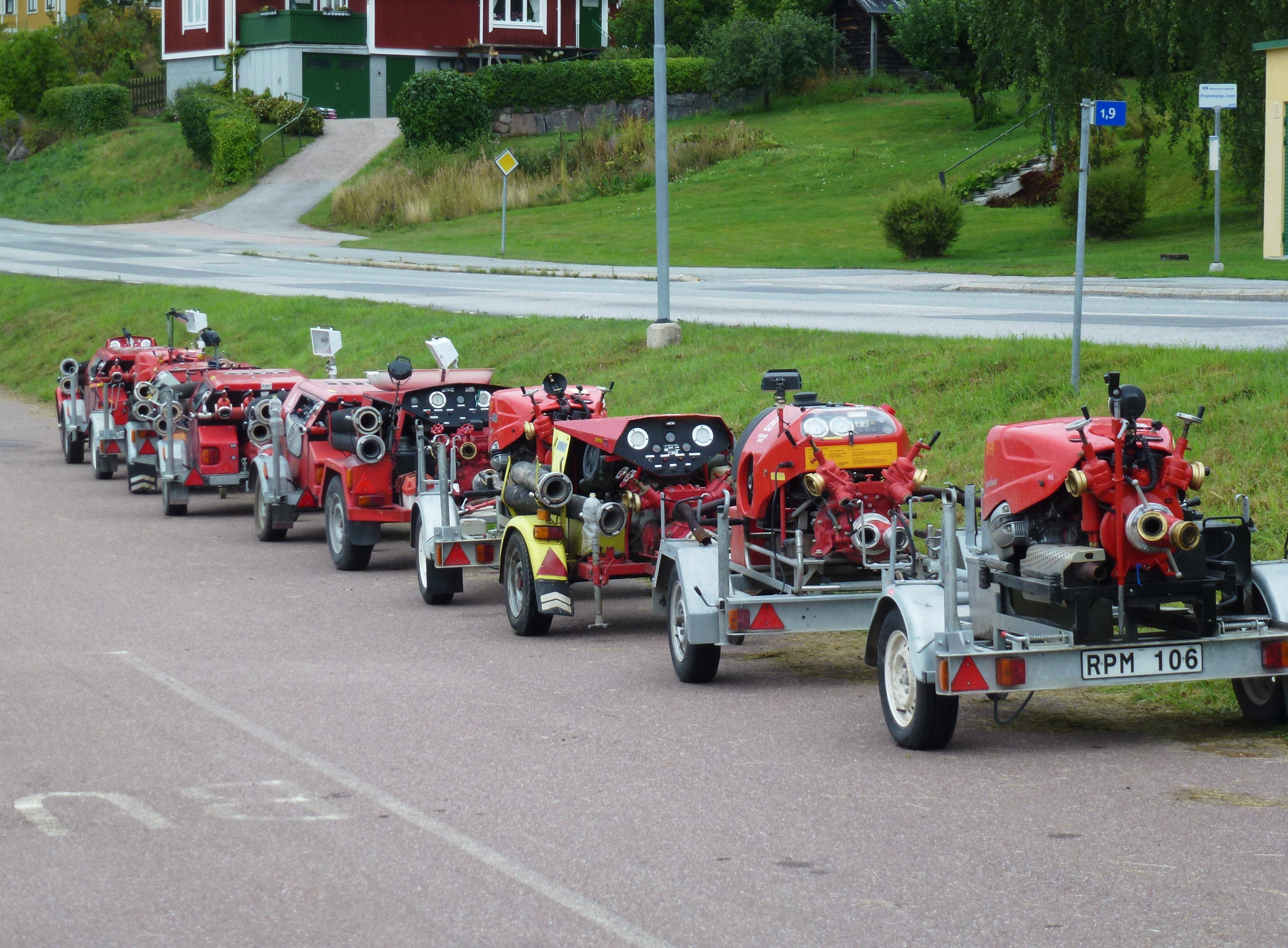
Släckningsutrustning i Ängelsberg, 24 augusti 2014.

Släckningsarbetet utfördes av markpersonal och brandbilar, helikoptrar, och sedermera även av flygplan. Till en början sköttes släckningsarbetet av de lokala räddningstjänsterna i de fyra berörda kommunerna, men efter det att branden trots insatser spridits okontrollerat övertogs ledningen av Länsstyrelsen i Västmanlands län. Till räddningsarbetet hörde även evakuering av människor och tamdjur, undsättning av människor i direkt fara, samt sjukvård. Polisen bistod räddningstjänsten genom att framförallt bevaka och patrullera avspärrade områden för att underlätta räddningsinsatsen. Lantbrukarnas Riksförbund aktiverade under branden sin omsorgsgrupp för krishantering, ett arbete som också bland andra psykologer och präster engagerat sig i.
De första dagarna bistod lantbrukare i trakten i räddningsarbetet genom att frakta vatten med traktorer. I släckningsarbetet ingick den 4 augusti, den femte branddagen, 13 helikoptrar som bekämpade branden från luften samt omkring 110 personer i det direkta släckningsarbetet, inklusive personal från räddningstjänsterna från de drabbade orterna samt från bland andra Eskilstuna, Strängnäs, Enköping, Gotland, Skaraborg, Västerås, Rättvik och Storstockholm. Engagerade i räddningsarbetet är dessutom Försvarsmakten (bland annat Hemvärnet och Helikopterflottiljen), Myndigheten för samhällsskydd och beredskap. och privata aktörer. Omkring 200 personer deltog i räddningsarbetet tisdagen den 5 augusti. Den 6 augusti ingick brandpersonal, militär och Frivilliga resursgruppen (FRG) i räddningstjänsten, och bemanningen utökades. Den 7 augusti användes 200 män på marken, fyra vattenbombare med ett ledningsflygplan samt sammanlagt 14 helikoptrar, varav nio civila, två norska militärhelikoptrar och tre svenska militärhelikoptrar. Den 9 augusti  rullade en konvoj från F 21 i Luleå bestående av fyra brandbilar, fyra hjullastare, grävlastare, grävmaskin och fyra lastbilar mot Västmanland. Tillsammans med 37 personer motsvarar den nya styrkan två kommunala brandkårer plus en mindre entreprenadfirma, 11 augusti  anslöt en styrka från Norrbottens flygflottilj (F 21) i Luleå med personal från flottiljens 23:e flygbaskompanis R3-pluton och underhållspluton, motsvarande två kommunala brandkårer och en mindre entreprenadfirma. Efter det att branden den 11 augusti bedömdes vara under kontroll, utökades markstyrkan för det fortsatta eftersläckningsarbetet till omkring 250 personer, bland annat för anläggandet av ett brett, omkring 50 kilometer långt, vattendränkt dike runt brandområdet.

### Organisation av räddningsinsatsen

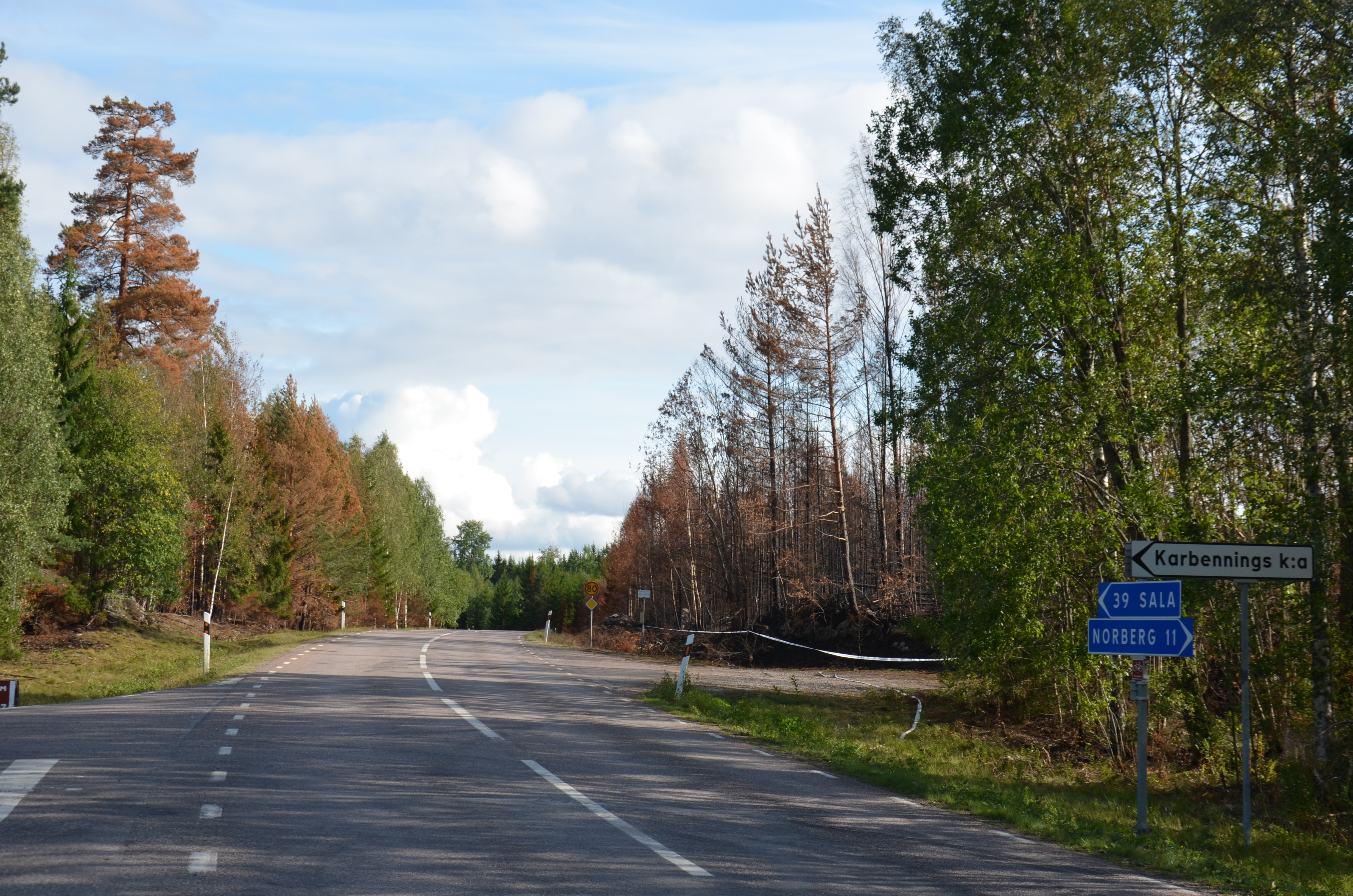
Brandfronten från den 4 augusti på bägge sidor av länsväg 256 omedelbart söder om avtagsvägen mot Karbennings kyrka. Bilden är tagen den 22 augusti 2014.

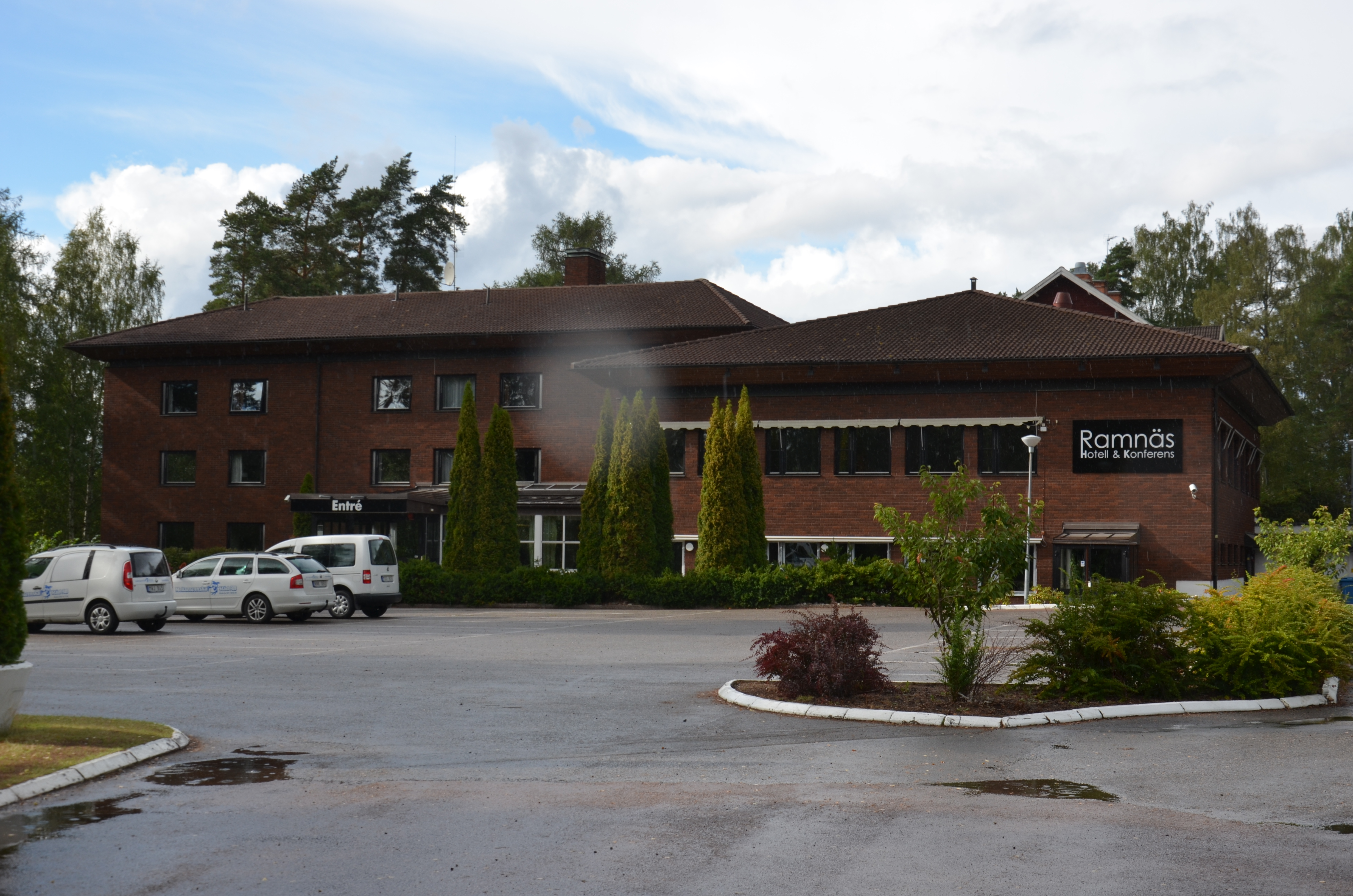
Ramnäs Hotell och Konferens i Ramnäs var bas för räddningsledningen

Insatsen mot skogsbranden i Västmanland organiserades från början, enligt normal rutin, på kommunal nivå, med Räddningstjänsten Sala-Heby, Mälardalens brand- och räddningsförbund och Södra Dalarnas räddningstjänstförbund. Under den sjätte branddagen, den 5 augusti, beslöt Länsstyrelsen i Västmanlands län under landshövding Ingemar Skogö om statens övertagande av ansvar för dessa räddningstjänster. En ledningscentral för räddningsinsatsen organiserades därefter av länsstyrelsen i Ramnäs.
Till räddningsledare från förmiddagen den 5 augusti förordnande Länsstyrelsen i Västmanlands län brandchefen i Södertörns brandförsvarsförbund Lars-Göran Uddholm med Tomas Strandman från Storstockholms brandförsvar som biträdande räddningsledare.
Polisinsatsen leddes av polismyndigheten i Västmanland, med stöd från andra polismyndigheter. Försvarsmaktens insatser leds av Livgardets krigsförband Militärregion Mitt och frivilligarbetet koordinerades av Frivilliga resursgruppen i Västerås. Kustbevakningen deltog med flygplan.

### Vattenbegjutning från luften

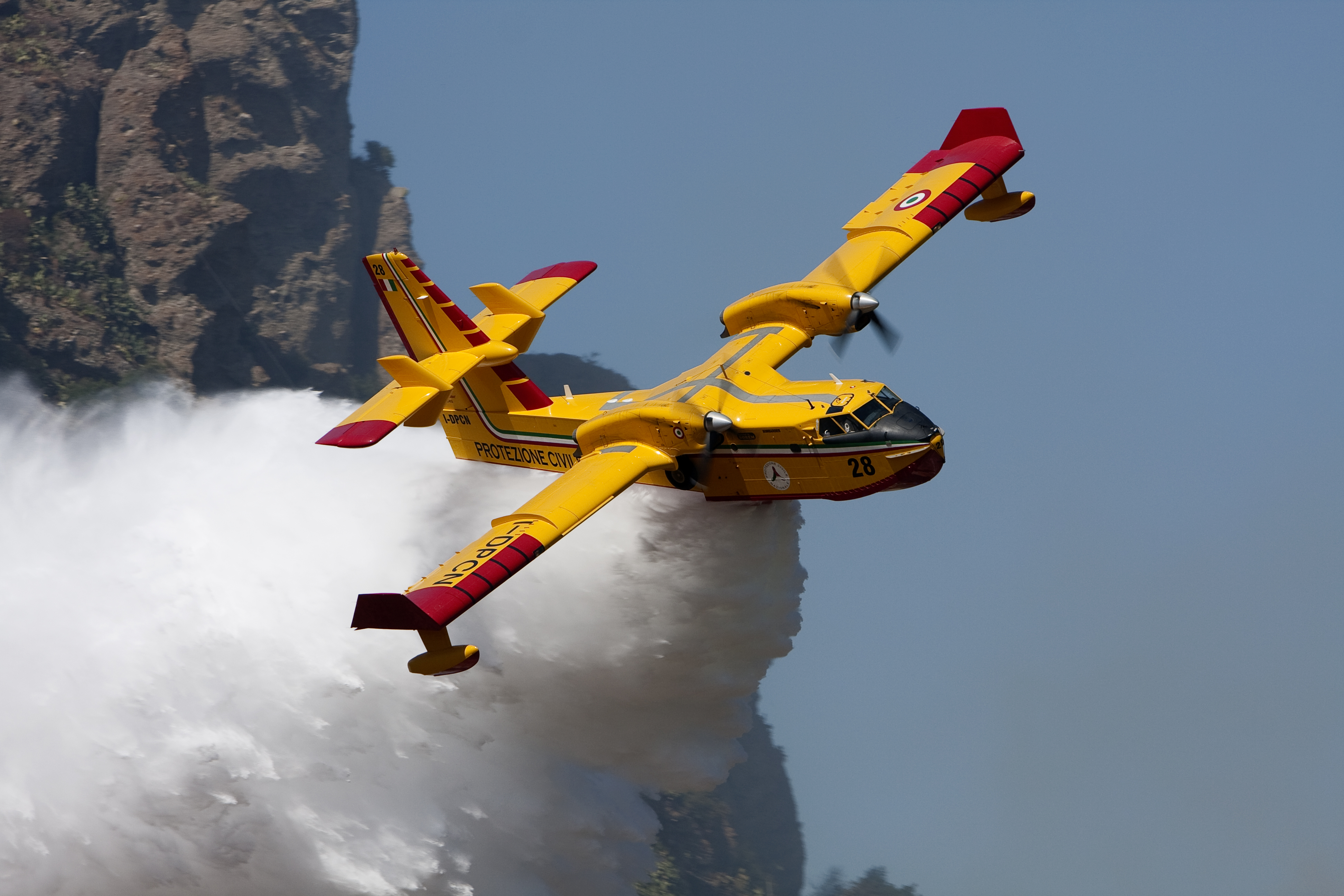
Fyra släckningsplan av denna typ, Bombardier 415, sattes in i släckningsarbetet.

Vattenbegjutning från luften sker vid svenska skogsbränder normalt med hjälp av helikoptrar. Vid skogsbranden i Västmanland användes i bekämpningsinsatsens början militära och civila helikoptrar. Från försvaret utnyttjades två Helikopter 10 (Super Puma) med kapacitet att fälla 1 400 liter vardera i hängande baljor under helikoptern, och av civila företag inhyrdes fyra mindre helikoptrar med kapacitet att frakta vardera omkring 500 liter per gång. Från svenska försvaret användes dessutom två medeltunga Helikopter 16 (Sikorsky S-70, känd också som Black Hawk), vilka utnyttjades för andra uppdrag, som spaning och räddning. Norge erbjöd sig att sända två helikoptrar den 5 augusti, men detta erbjudande utnyttjades inte. Ägaren av Engelsbergs bruk, Nordstjernan AB, gick den sjätte dagen in med två helikoptrar för vattenbegjutning, men förhindrades i aktionen av den kraftiga röken.
Från den 6 augusti användes dessutom skopande flygplan med fast vinge för vattenbegjutning, vilka var inhyrda utländska vattenbombare av typ Bombardier 415, som kan lasta cirka 6 000 liter vatten vardera. Den 3 augusti begärde en räddningsledare, via Myndigheten för samhällsskydd och beredskap, för första gången hos  Emergency Response Coordination Centre hjälp från andra europeiska länders vattenbombare. Flygplanen försenades av bland annat oväder. Den 5 augusti meddelades att fyra vattenbombare skulle sändas till Sverige, två av Protezione Civile i Italien och två av Sécurité Civile i Frankrike. Från Frankrike sändes också ett samordningsflygplan av typ Beechcraft King Air 200 och 16 hjälparbetare. Personalstyrkan från Italien bestod av 14 personer, varav åtta piloter, fyra tekniker och medarbetare vid Protezione Civil. De tre franska planen anlände till sin insatsbas, Västerås flygplats, sent den 5 augusti, och de två italienska planen på förmiddagen dagen efter. Granfjärden i Mälaren, Åmänningen samt flera mindre sjöar nära brandområdet avspärrades för båttrafik för att bli vattentäkter för vattenbombarna. Vädret under flygplanens första arbetsdag var ogynnsamt med mycket låg molnhöjd, men vattenbombningen kunde påbörjas sent på eftermiddagen den 6 augusti med ett första pass på drygt tre timmar. De fyra flygplanen hämtade vatten från sjön Snyten och släppte från 100 meters höjd på den nordöstra fronten under 30 omgångar sammanlagt 720 ton vatten.
Den 7 augusti vattenbombade de fyra planen tillsammans 478 gånger, med sammanlagt närmare 3 000 ton vatten. Vattenbegjutning med flygplan fortsatte 8 augusti och i mycket begränsad omfattning 9 och 10 augusti. Den avslutades den 10 augusti, liksom insatsen av de två norska helikoptrarna, med bedömningen att återstående behov av vattenbegjutning från luften av uppflammande eld kunde skötas av de disponibla svenska helikoptrarna, två-tre Super Puma från försvarsmakten och åtta mindre civila helikoptrar. Kostnaden för den utländska vattenbegjutningsinsatsen uppskattades till 3 miljoner kronor. Avspärrningar av sjöar upphävdes den 12 augusti.

### Personskador
Den 4 augusti blev nio skogsarbetare omringade av branden, men kunde räddas av en Helikopter 16 från Försvarsmakten. Något senare blev fem andra skogsarbetare omringade av branden, och även dessa kunde räddas av Försvarsmakten. Samma dag hittades en man, som arbetat med att lasta timmer, svårt brännskadad i närheten av Stabäck. En avliden, ihjälbränd man, som hade arbetat tillsammans med denne, hittades i närheten efter midnatt den 5 augusti.

### Evakuering och avstängningar

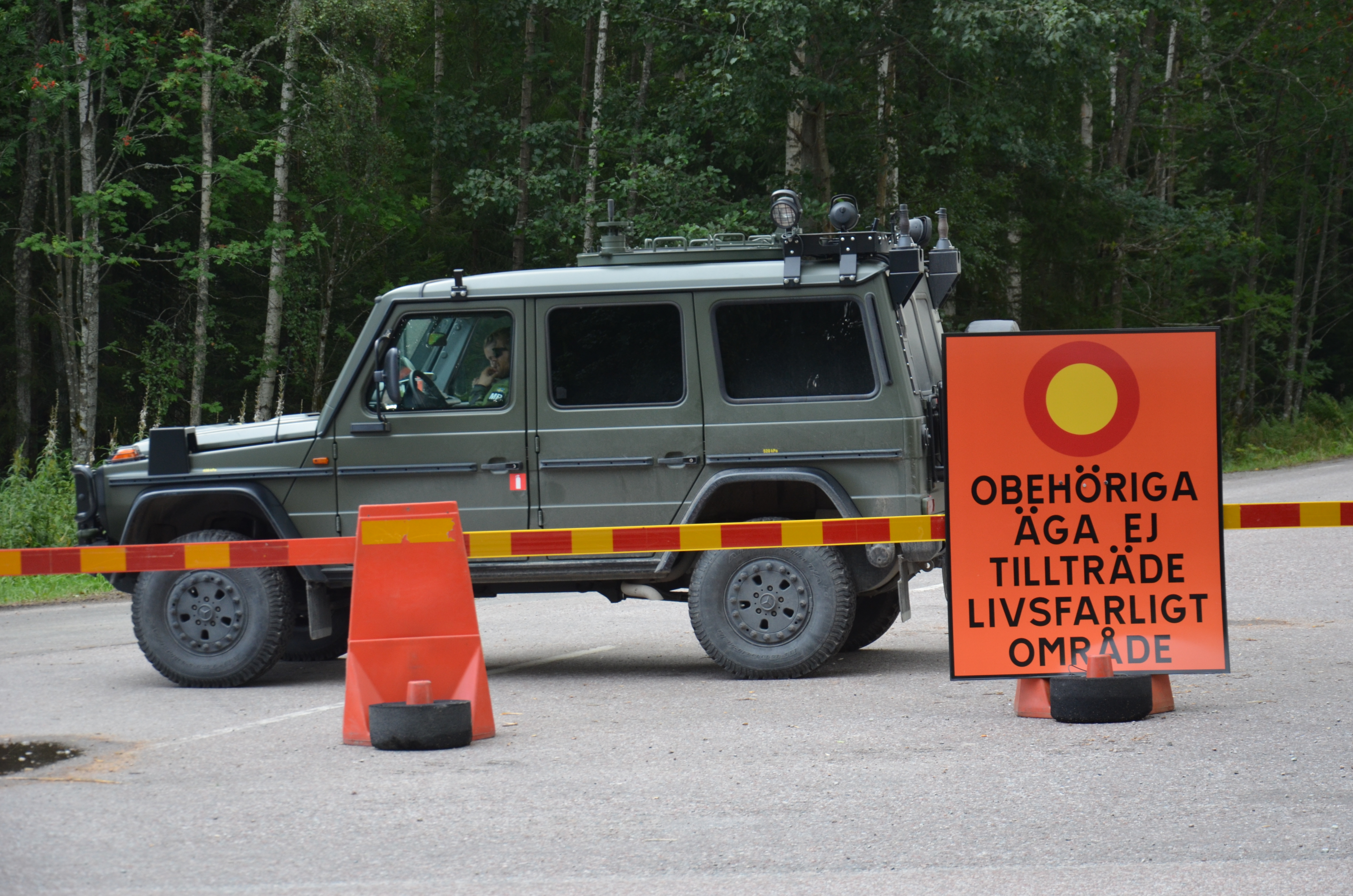
Militärpolis spärrade av vägen mot Ängelsberg vid Hästbäck, 21 augusti 2014.

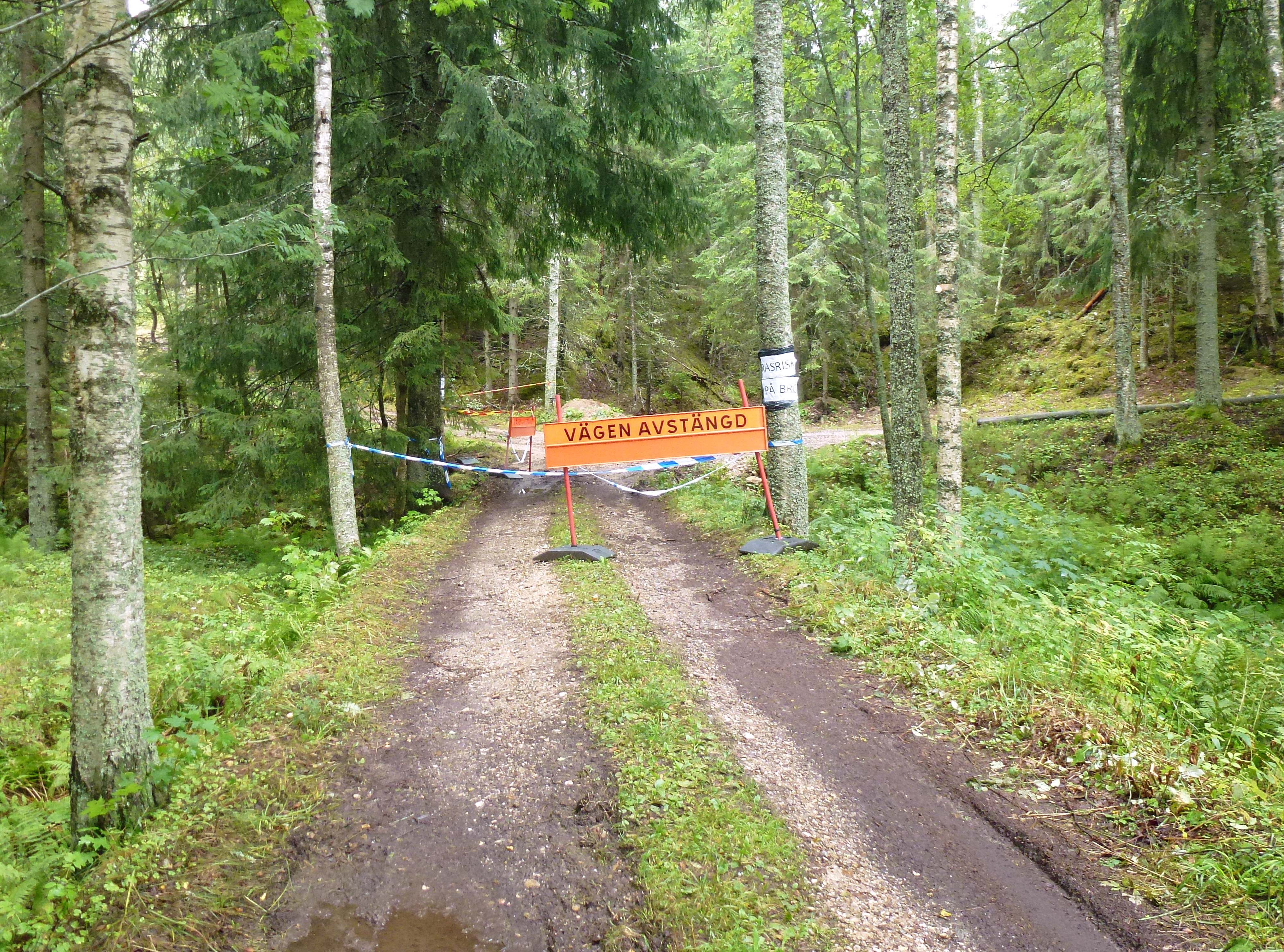
Avstängd skogsväg vid Västervåla kyrka, 24 augusti 2014

Under eftermiddagen 4 augusti påbörjades evakuering av de boende i Gammelby vid väg 668 på östsidan av Virsbosjön. Samma kväll evakuerades invånarna i Västervåla och Ängelsberg samt boende norrut längs väg 668 till Hästbäck och boende sydost längs väg 256 till Hörnsjöfors. På morgonen den 5 augusti uppmanades boende i Norberg att förbereda sig på eventuell evakuering, men detta behövde inte genomföras. Evakueringen längs väg 668, som bland annat gällde de boende i Gammelby,  Västervåla och Ängelsberg hävdes den 8 augusti, med reservationen att de boende skulle vara uppmärksamma på en eventuell ny evakuering. När branden den 11 augusti bedömdes vara under kontroll, var omkring 200 personer fortfarande evakuerade från sina hem. Följande dag kunde ytterligare ett hundratal personer återvända till sina bostäder öster om brandområdet och från den 21 augusti hade röjningsarbetet kommit så långt att alla permanentboende inom det avspärrade området hade tillåtelse att vistas i sina bostäder. Den 22 augusti öppnades åter länsvägen U 668 mellan Ängelsberg och Hästbäck för allmän trafik, varigenom alla större vägar i området åter var farbara för allmänheten.
För att få vatten till vattenbegjutning från luften med vattenbombare, beslutade länsstyrelsen att spärra av sjön Åmänningen från den 5 augusti. Även Granfjärden i Mälaren och samt sjöarna Snyten, Hörendesjön, Virsbosjön, Fläcksjön och Långsjön spärrades av. Detta innebar att även båttrafiken på Strömsholms kanal, vilken går genom Virsbosjön och Åmänningen, var avspärrad under några dagar.
Trafiken på flera vägar och tågsträckor berördes av branden. Trafikverket meddelade om avstängning av tågtrafiken i området mellan Surahammar och Avesta, samt mellan Fagersta och Avesta. Detta påverkade Bergslagspendeln och godsstråket genom Bergslagen. Godstrafiken på godsstråket var återupptagen den 20 augusti.
Vägarna 256 (Norberg-Hästbäck-Västerfärnebo, U 664 (Västanfors-Ängelsberg), U 668 (Ramnäs-Virsbo-Ängelsberg-Hästbäck), U 681 (Rörbo-Västerfärnebo), U 685 (Ramnäs-Rörbo), U 756 (Olsbenning-Karbenning-Länsväg 256), U 758 (Karbenning - Karbennings kyrka) och U 759 (Hökmora-Karbennings kyrka) stängdes helt eller delvis av. Den 13 augusti var alla avspärrningar släppta, utom den sträcka av länsvägen U 668 som går genom det brunna området (mellan Ängelsberg och Hästbäck), där avspärrningen kvarstod en längre tid i avvaktan på att tillräckligt breda remsor på 20 meter av skogen längs hela vägsträckan rensats från brandskadade träd.
Hela luftrummet över brandområdet spärrades av för andra luftfarkoster än de som användes vid räddningsarbetet.
Kvällen den 4 augusti orsakade skogsbranden ett strömavbrott i Vattenfalls nät med 544 strömlösa abonnenter. Reparationsarbetet kunde inte inledas omedelbart, eftersom området var avspärrat. Den 5 augusti konstaterade Telia att ett antal telestationer i området saknade elförsörjning på grund av branden men att flera av dem gick på batterier. Endast en telestation låg helt nere. Reservel kunde inte sättas in omedelbart eftersom området var avspärrat.

## Fakta
Uppgifter enligt Fagersta kommun:

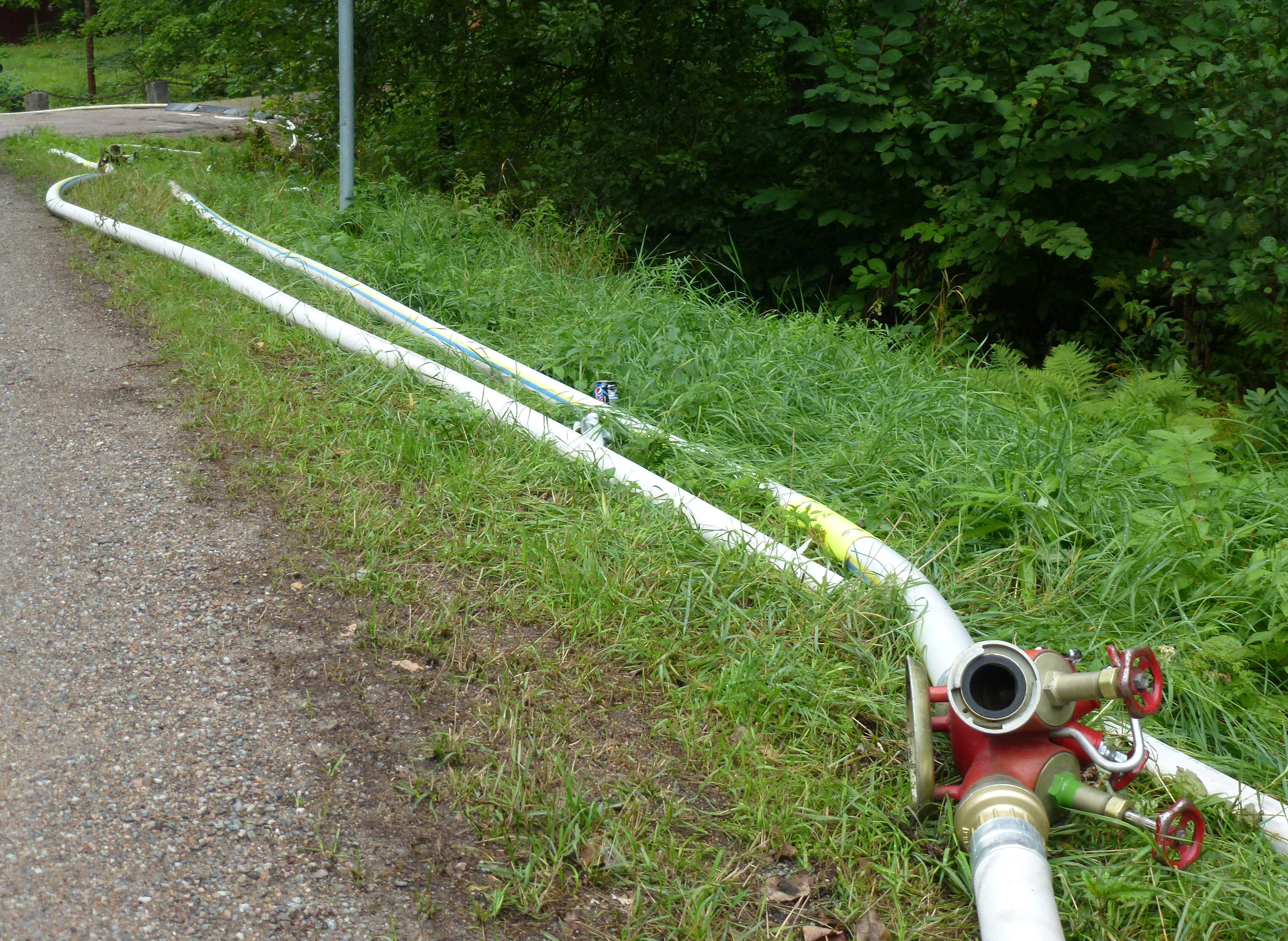
Totalt utlades 500 kilometer brandslang.

- Brandområdets omkrets: cirka 65 kilometer
- Areal avspärrat område: 14 700 hektar
- Utlagd brandslang: 500 kilometer
- Av alla fyra släckningsplanen upptagen vattenvolym: cirka 10 miljoner liter
- Helikopterinsats: 14 helikopter som befann sig tillsammans 320 timmar i luften
- Antal personer som deltog i släckningsarbetet: cirka 2 300, därav militär cirka 1 500
- Antal evakuerade personer: 1 200
- Antal evakuerade tamdjur: cirka 1 200 nötkreatur och 500 får

## Följder

### Ekonomiska följdverkningar

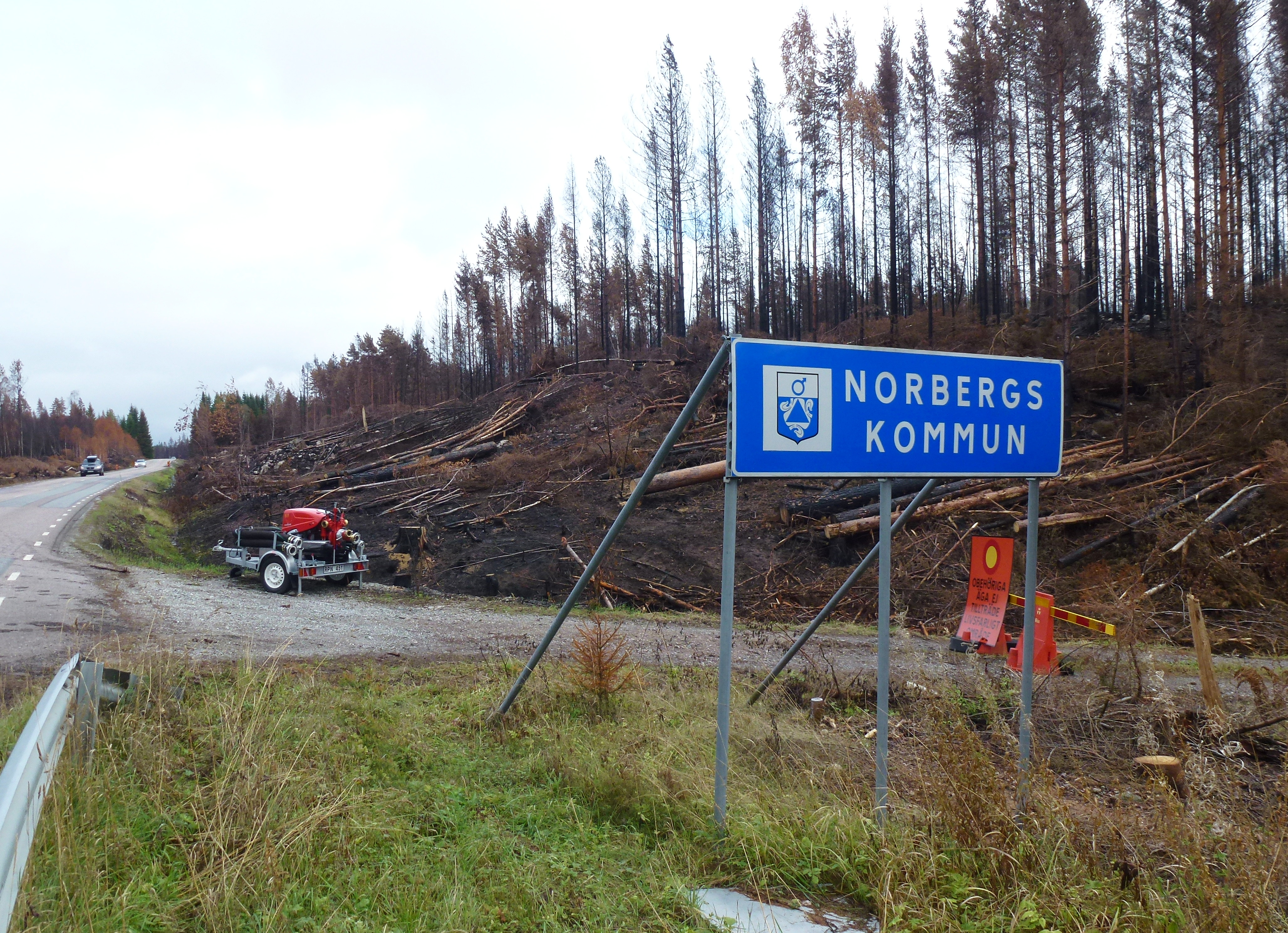
Länsväg U 668 mot Norbergs kommun 24 augusti 2014 där eftersläckning pågick.

På ett tidigt stadium av branden stod det klart att den skulle få stora ekonomiska konsekvenser för skogsnäringen. De största skogsägarna i brandområdet är AB Karl Hedin med omkring 5 000 hektar, Bergvik Skog med omkring 2 000 hektar, statliga Sveaskog med 1 500 hektar, Västerås stift med 1 000 hektar samt ett antal mindre skogsägare organiserade i Mellanskog. En uppskattning efter det att en första rekognosering från luften kunnat göras visade på att 13 800 hektar skog är ödelagd, vilket skulle innebära en minskning av skogsägarnas nettovärde vid avverkning i storleksordningen flera hundra miljoner kronor.
Beträffande brandskadade byggnader visade en första beräkning efter rekognosering från luften den 9 augusti i en partiell avsyning av brandområdet att ungefär 25 hus brunnit ned eller på annat sätt brandskadats, varav hälften bostadshus och hälften ekonomibyggnader. Många av dessa hus ligger vid Stabäck i området strax söder om Snyten.
Kommunerna får ersättning av staten för direkt räddningsarbete, minus en självrisk, enligt lagen om skydd mot olyckor efter ansökan hos Myndigheten för samhällsskydd och beredskap.  Preliminära siffror för självrisken är mellan 196 000 kronor (Norberg) och 720 000 kronor (Sala) för de fyra direkt berörda kommunerna.
Den direkta räddningsinsatsen, med kostnader för brandbekämpningspersonal och helikoptrar som största delposter, uppskattades grovt av ordföranden i Norbergs kommunstyrelse Åsa Eriksson den 7 augusti till fem miljoner kronor per dygn. Regeringen meddelade den 11 augusti att staten skulle avsätta ytterligare 300 miljoner kronor till Myndigheten för samhällsskydd och beredskap för att reglera kommunernas kostnader, 250 miljoner kronor för direkt brandbekämpning och 50 miljoner kronor för bevakning och andra insatser med direkt koppling till räddningsinsatsen.

### Skydd av brandhärjade områden

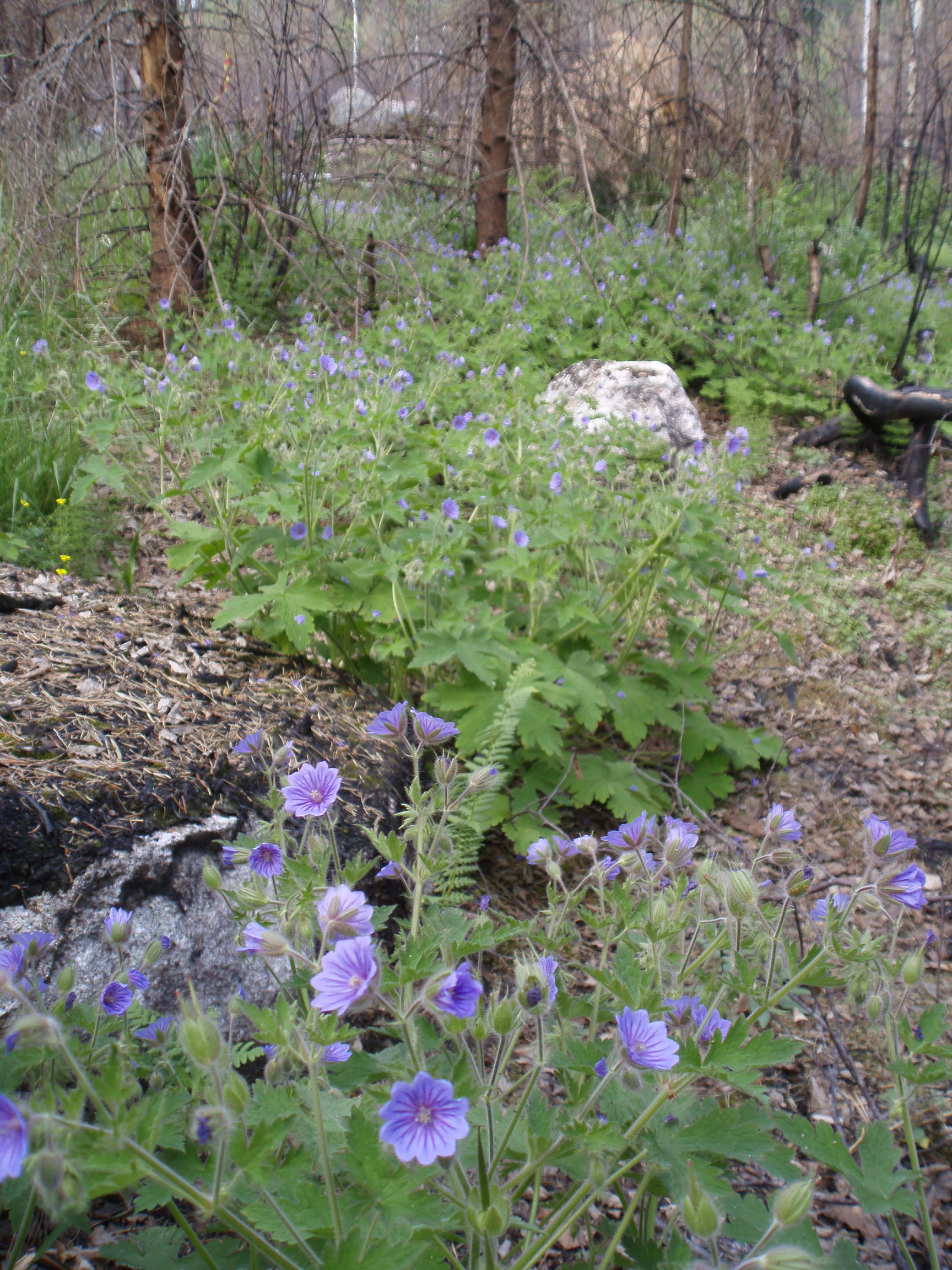
Svedjenäva.

Skogsbränder skapar unika substrat, miljöer och ekosystem och förändrar väsentligt konkurrensen mellan olika arter. Det finns också arter som är direkt beroende av brand genom att denna ger förutsättningar för fröna att gro. Vissa nävor, som brandnäva och svedjenäva är specialiserade på skogsbrand, och även ett 40-tal insektsarter. Ytterligare ett 100-tal insektsarter gynnas av brand.
Hackspettar gynnas av vedinsekter i avbrända områden, inte minst tretåig hackspett och vitryggig hackspett. Ett 50-tal svamparter bildar fruktkroppar enbart på nybränd mark.
Omfattande brandpåverkade skogliga ekosystem saknas i det nutida Sverige. Skogsbranden i Västmanland, med sin efter svenska förhållanden mycket stora brandskadade areal, väckte därför stort intresse bland ekologer att bevara berörda områden från aktivt konventionellt skogsbruk. Redan i augusti 2014 påbörjades ett arbete att bevara brandskadade områden. Naturvårdsverket, som har möjlighet att arrangera markbyten med enskilda skogsägare med utnyttjande av produktiv skogsmark ägd av statliga Sveaskog, träffade i augusti och september två principöverenskommelser om markbyte med Bergvik Skog respektive Västerås stift som berör brandområdet i Västmanland. Från Bergvik Skog förvärvades därmed ungefär 1 700 hektar brandpåverkad mark och från Västerås stift 400 hektar. Sveaskog beslöt också på ett tidigt stadium i augusti att avsätta de ungefär 1 500 hektar av dess eldhärjade mark i den mest sydligt belägna delen av brandfälten som en "ekopark".
Länsstyrelsen i Västmanlands län inledde i september ett arbete som syftar till att inrätta ett sammanhängande naturreservat, vilket skulle innefatta de ovan nämnda markerna som idag ägs av Bergvik Skog och Västerås stift samt ytterligare skogsmark tillhörande AB Karl Hedin och ytterligare en privat skogsägare. Även Sveaskogs mark kan komma ifråga för ett naturreservat enligt länsstyrelsen, även om den ligger geografiskt separerat från huvuddelen av det tänkta storreservatet, som ett alternativ till en ekopark.
Önskemål om än mer omfattande åtgärder för att skydda stora arealer framfördes i september 2014 av en grupp ekologiprofessorer vid bland andra Sveriges lantbruksuniversitet. Dessa argumenterade för att skapa ett sammanhängande skyddat brandpräglat område på uppemot 13 000 hektar av de totalt 17 000 hektar som de uppskattade hade brandskadats.
Länsstyrelsen i Västmanland beslutade 9 oktober 2015 att skapa naturreservatet Hälleskogsbrännan i det brandhärjade området.  Naturreservatet omfattar 6 420 hektar.
Sveaskog invigde i september 2016 Ekopark Öjesjöbrännan i den sydöstra delen av brandområdet, ett område på ungefär 1 500 hektar.

## Utredningar om branden
Flera utredningar och utvärderingar har tillsatts för att dra lärdomar av skogsbranden.
Mälardalens Brand- och Räddningsförbund publicerade 16 december 2014 sin utredning av räddningsinsatsen under dess första fem dygn, från torsdag 31 juli 2014 till tisdag förmiddag den 5 augusti 2014.
Nationellt centrum för krishanteringsstudier (Crismart) vid Försvarshögskolan utvärderade Länsstyrelsen i Västmanland och de drabbade kommunernas hantering av skogsbranden. Utvärderingen presenterades i september 2015. Utvärderingen identifierade flera allvarliga brister. Bristerna ansågs kunna hänföras till oklarheter i krisberedskapssystemet. Till exempel visste flera aktörer som hanterade händelsen inte inom vilket lagrum de befann sig när de fattade beslut. En annan brist rör samverkan, som i det svenska systemet är en förutsättning för en lyckad krishantering. Under skogsbranden visade staben i Ramnäs att det gick relativt bra att etablera former och processer för samverkan. Däremot gick det mindre bra att uppnå gemensamma resultat såsom samlad lägesbild. Utvärderingen förordade att det geografiska områdesansvaret på regional och lokal nivå bör ses över eftersom det inte anses rimligt att alla kommuner ska ha samma geografiska områdesansvar, förmågebredd och skyldigheter oavsett kommunens storlek. Myndigheten för samhällsskydd och beredskap (MSB) ansågs behöva utveckla sitt operativa expertstöd till aktörer under en händelse. MSB ansågs inte kunna förvänta sig att länsstyrelser och kommuner ska veta vilka nationella stödresurser som finns och hur man i en kris kan begära dem. Det juridiska operativa stödet rekommenderades att utvecklas så att MSB kan guida aktörer kring hur lagrum, principer och ansvar samspelar.
Sveriges lantbruksuniversitet och Högskolan i Gävle samarbetar i ett forskningsprojekt som syftar till att utreda de psyko-sociala effekterna av branden på boende i närområdet.

## Regeringens utredning
Regeringen utsåg den 14 augusti 2014 Aud Sjökvist att utreda hanteringen av branden med ett vitt mandat för att dra lärdomar "utifrån hanteringen av skogsbranden ... i syfte att stärka samhällets förmåga att förebygga och hantera allvarliga olyckor och kriser". Utredaren skulle bland annat "identifiera möjliga förbättringsåtgärder och, om så bedömdes lämpligt, föreslå nödvändiga författningsändringar m.m." Utredningen skulle redovisas senast 1 september 2015. Regeringen beslöt den 5 februari 2015 att avbryta Skogsbrandutredningen. Genom tilläggsdirektiv för utredningen och ändrade uppdraget till att enbart avse en beskrivning och utvärdering av den operativa insatsen, att redovisas senast i februari 2015. Regeringen Löfven I gav i stället uppdraget att dra slutsatser om åtgärder som kan förbättra samhällets krisberedskap till Myndigheten för samhällsskydd och beredskap, att redovisas senast den 29 januari 2016.
Den 6 mars 2015 presenterades Aud Sjökvists utredning, Utredning Skogsbranden i Västmanlands län - lärdomar för framtiden (Fö 2014:02). Utredningen konstaterar att risken för olyckstypen skogsbrand inte beaktats i någon aktörs riskinventering, vare sig på lokal, regional eller nationell nivå. De berörda räddningstjänsterna hade för liten kunskap om skogsbrandbeteende och skogsbrandindex för att bedöma riskerna för skogsbrandens utveckling och låg därför redan från början steget efter branden. Kritik riktas mot att de berörda räddningstjänsterna under brandens inledningsskede inte var planerade och organiserade så att insatser kunde genomföras i så god tid och så effektivt, som är målet i Lagen om skydd mot olyckor. Utredningen pekar bland annat på behov att skogsnäringen organiserar systematiskt förebyggande arbete, och att Försvarsmaktens kompetens och resurser måste tas in i skyddet mot olyckor och krisberedskapen.
Aud Sjökvist utvecklade sina synpunkter också i den artikel i Dagens Nyheter den 31 juli 2015. Hon menade att branden inte kunde betraktas som vare sig en naturkatastrof eller som orsakad av vädret, vilket på sina håll hävdats. 
Sjökvists framförde kritik av insatsarbetet, som framfördes under ett möte 17 november 2014 på justitiedepartementet. Sex veckor efter mötet (efter julledigheten) fick Sjökvist besked att hennes utredning skulle läggas ner. Kritiken bestod huvudsakligen i:
- Räddningstjänst fick två olika positionsangivelser av SOS alarm och därför blev de 40 minuter sena till brandhärden. Under tiden hann branden växa sig 250 gånger större än den var vid larmtillfället, eftersom räddningstjänsten anlände efter en timme istället för efter 20 minuter som färden till brandhärden normalt skulle ta i anspråk. SOS Alarm menade att de själva hade två olika, men närliggande positioner, för branden men endast den rätta förmedlades till räddningstjänsten. Vid efterhandstester visade det sig att båda positionerna ledde till fel plats på grund av att vägen där skogsmaskinen antände branden ej fanns med i räddningsfordonens navigeringsutrustning.
- Räddningstjänsterna i Surahammar och Sala misslyckades med att omringa branden. Detta i sin tur berodde på bristande tillgång till personal och materiel, vilket ledde till att räddningstjänsterna fick följa efter branden istället för att omringa den.
- Först efter fyra dagar beslöt kommunerna att gemensamt be länsstyrelsen att ta över ansvaret för insatsarbetet.
- Först efter fem dagar aktiverades krisledningsorganisationer inom kommuner, myndigheter och länsstyrelsen.

## Bilder från brandområdet år 2014

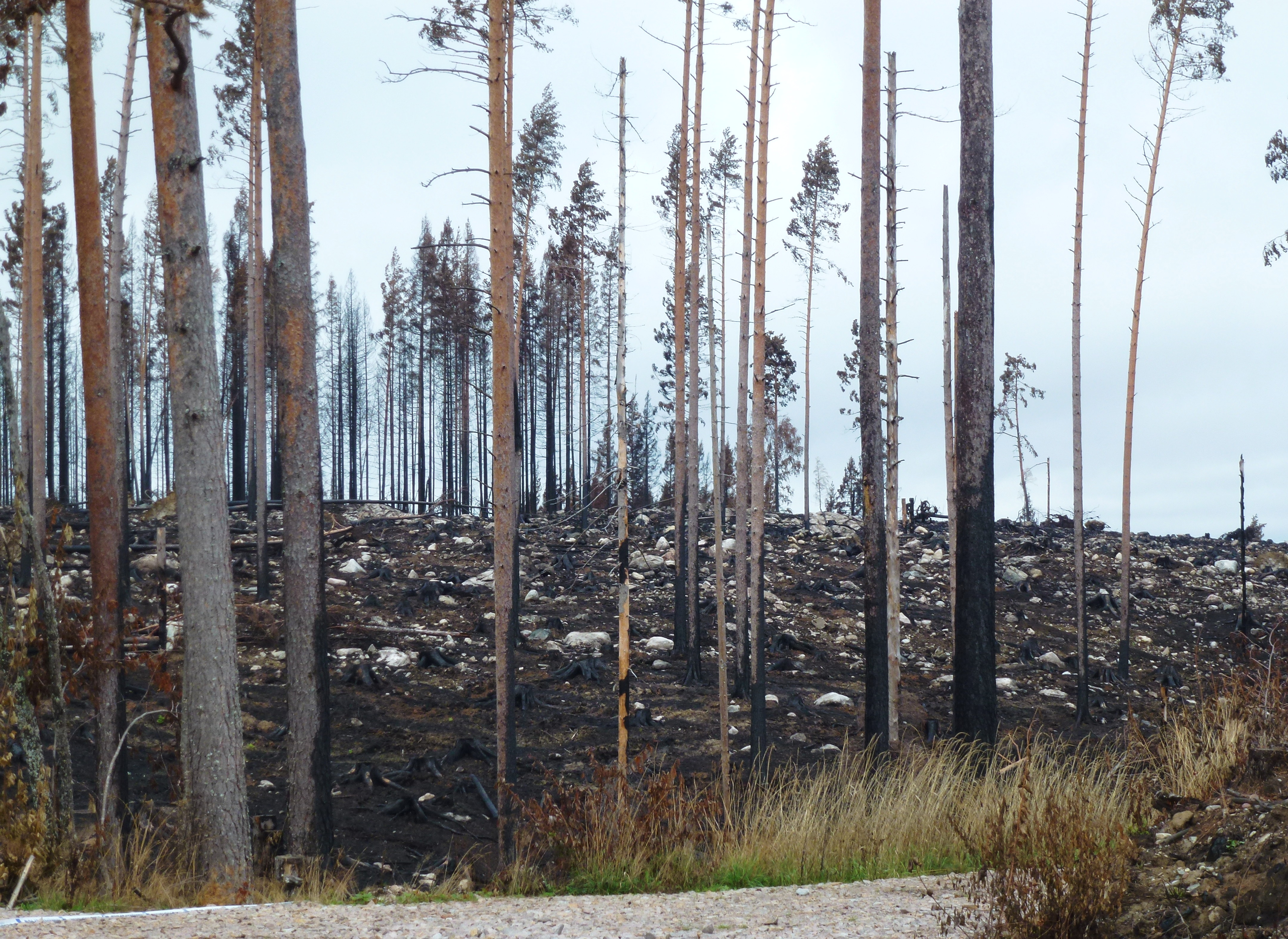
Norr om vägen mellan Ängelsberg och Hästbäck
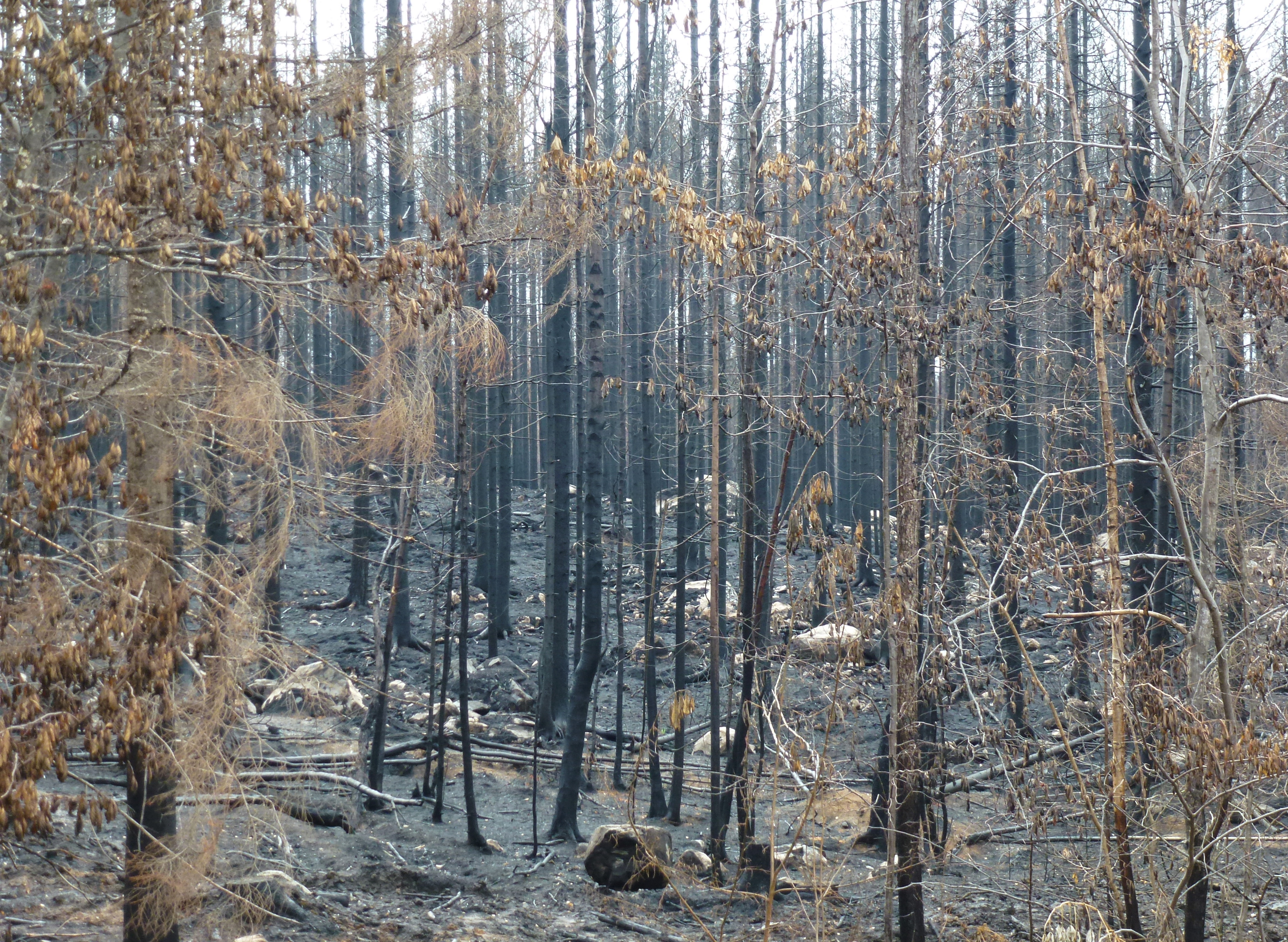
Söder om vägen mellan Ängelsberg och Hästbäck
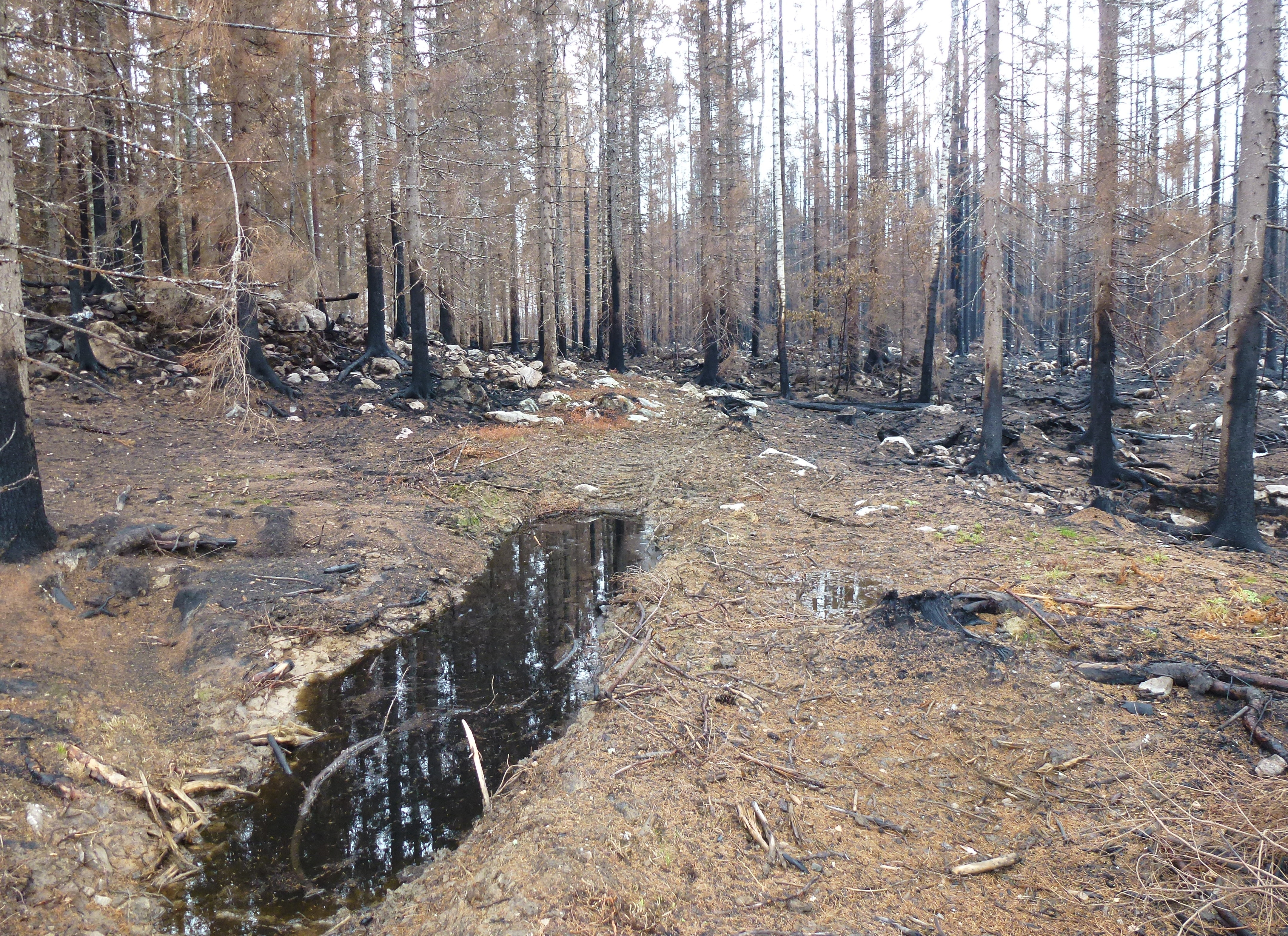
Söder om vägen mellan Ängelsberg och Hästbäck
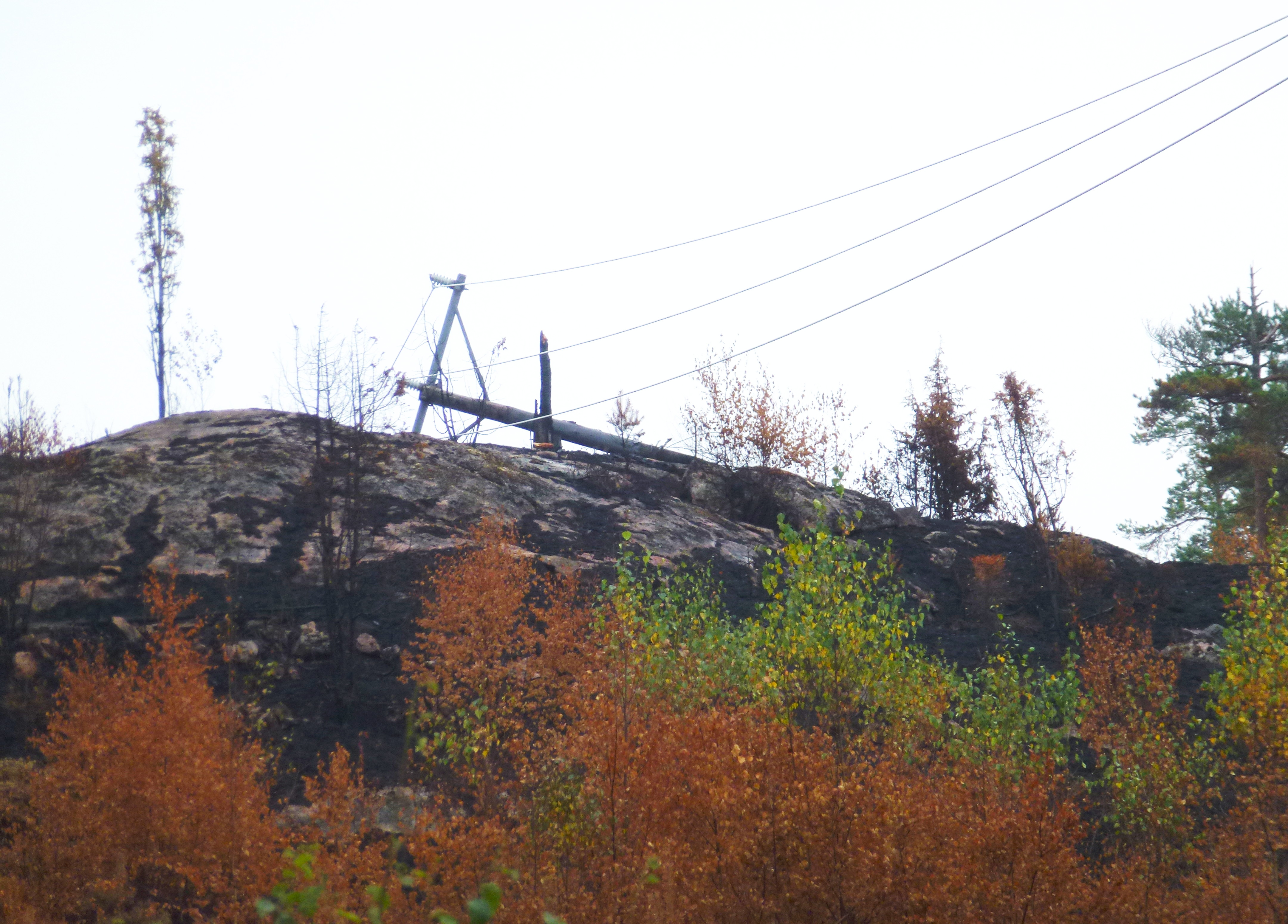
Avbränd och knäckt kraftledningsstolpe

## Bilder från brandområdet året efter

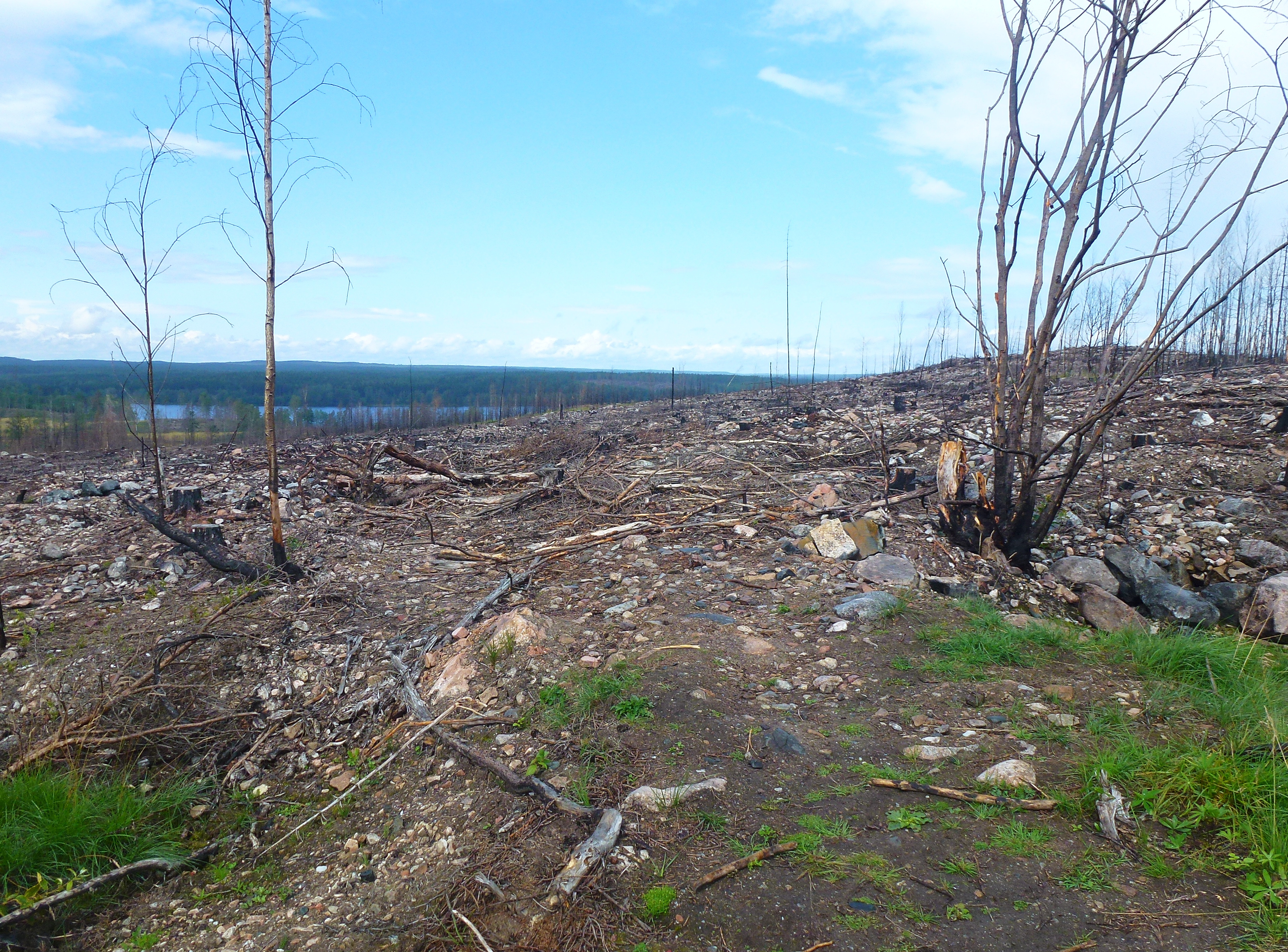
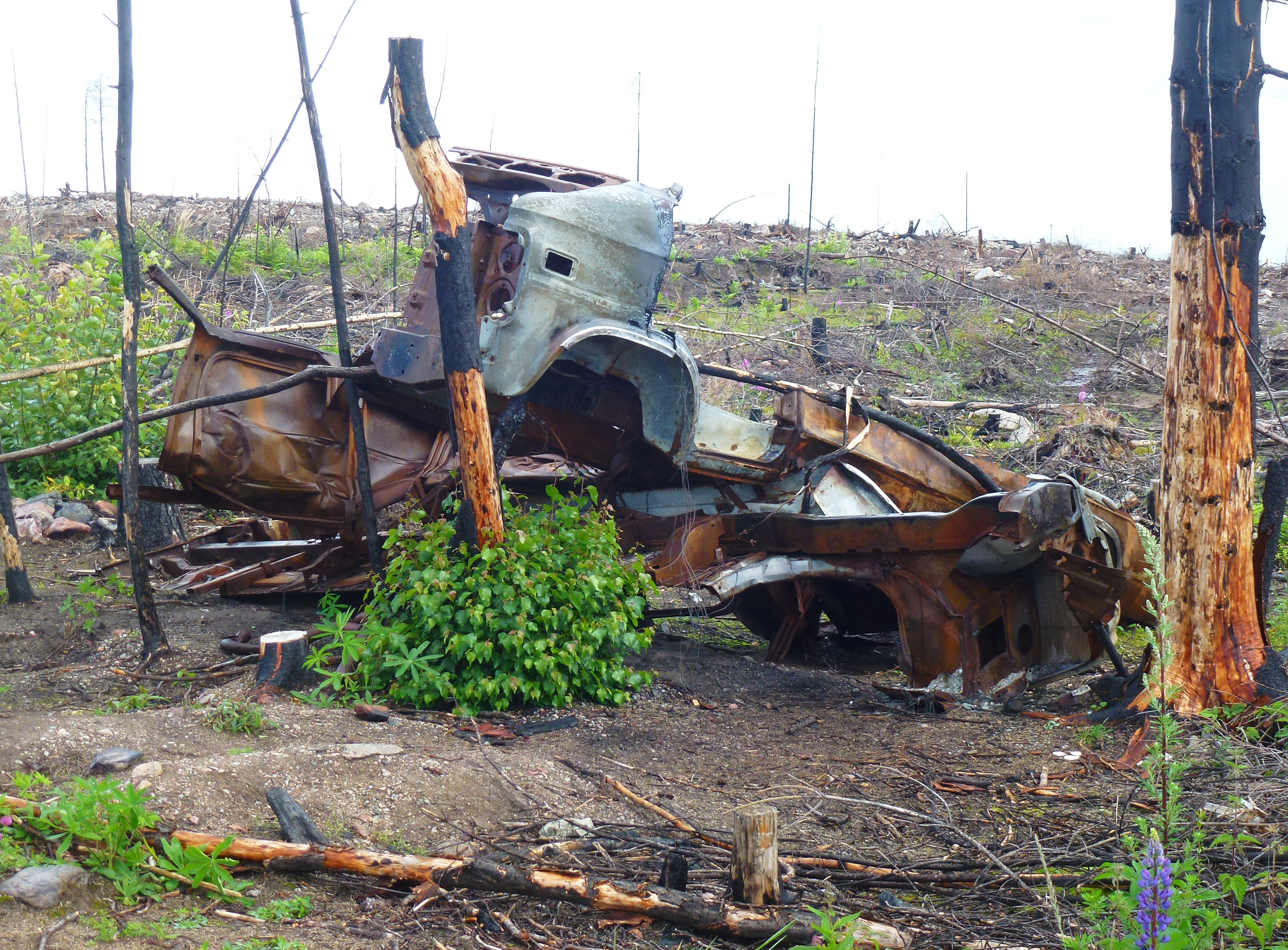
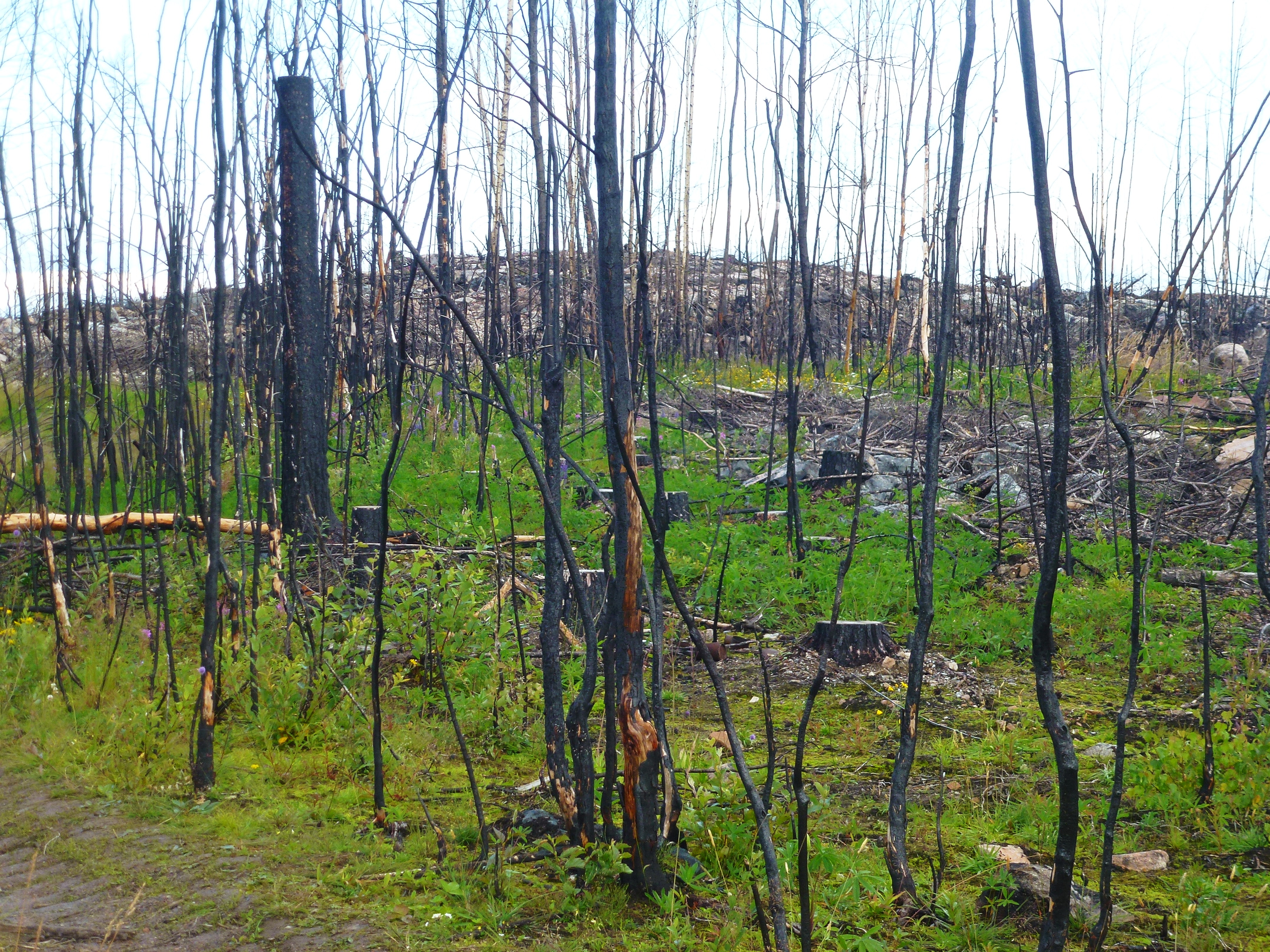
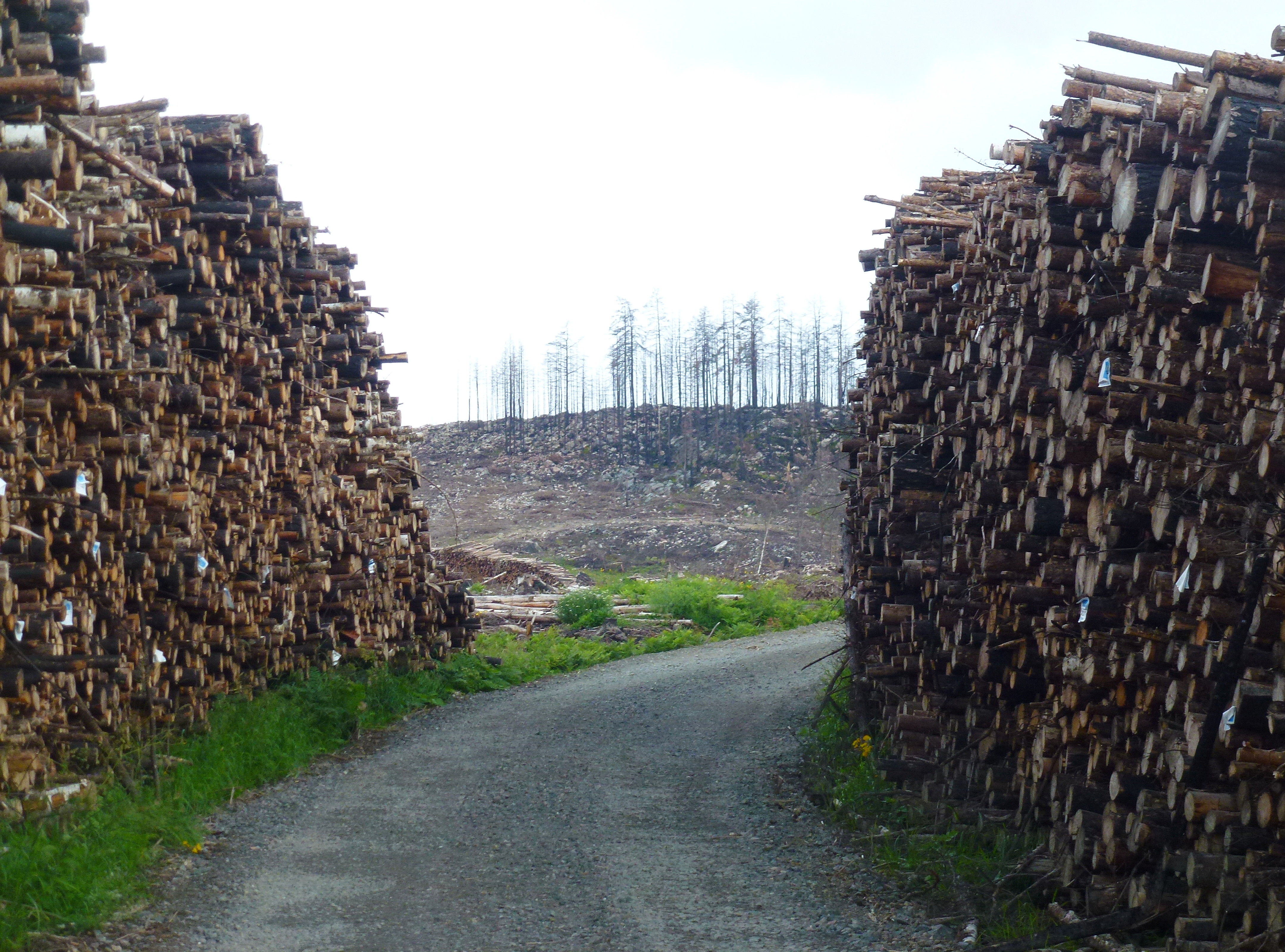